# Гордон Генрі
Гордон Генрі (англ. Gordon Henry; 17 серпня 1926, Оуен-Саунд — 3 жовтня 1972, Оуен Саунд) — канадський хокеїст, що грав на позиції воротаря.

## Кар'єра гравця
Народився в Оуен-Саунд, Онтаріо. Професійну хокейну кар'єру розпочав 1943 року. З 1948 року виступав у НХЛ у футболці клубу «Бостон Брюїнс», в складі якого й завершив професіональну кар'єу. Також захищав кольори клубу  «Герші Берс».  